# Mike Mitchell (Regisseur)

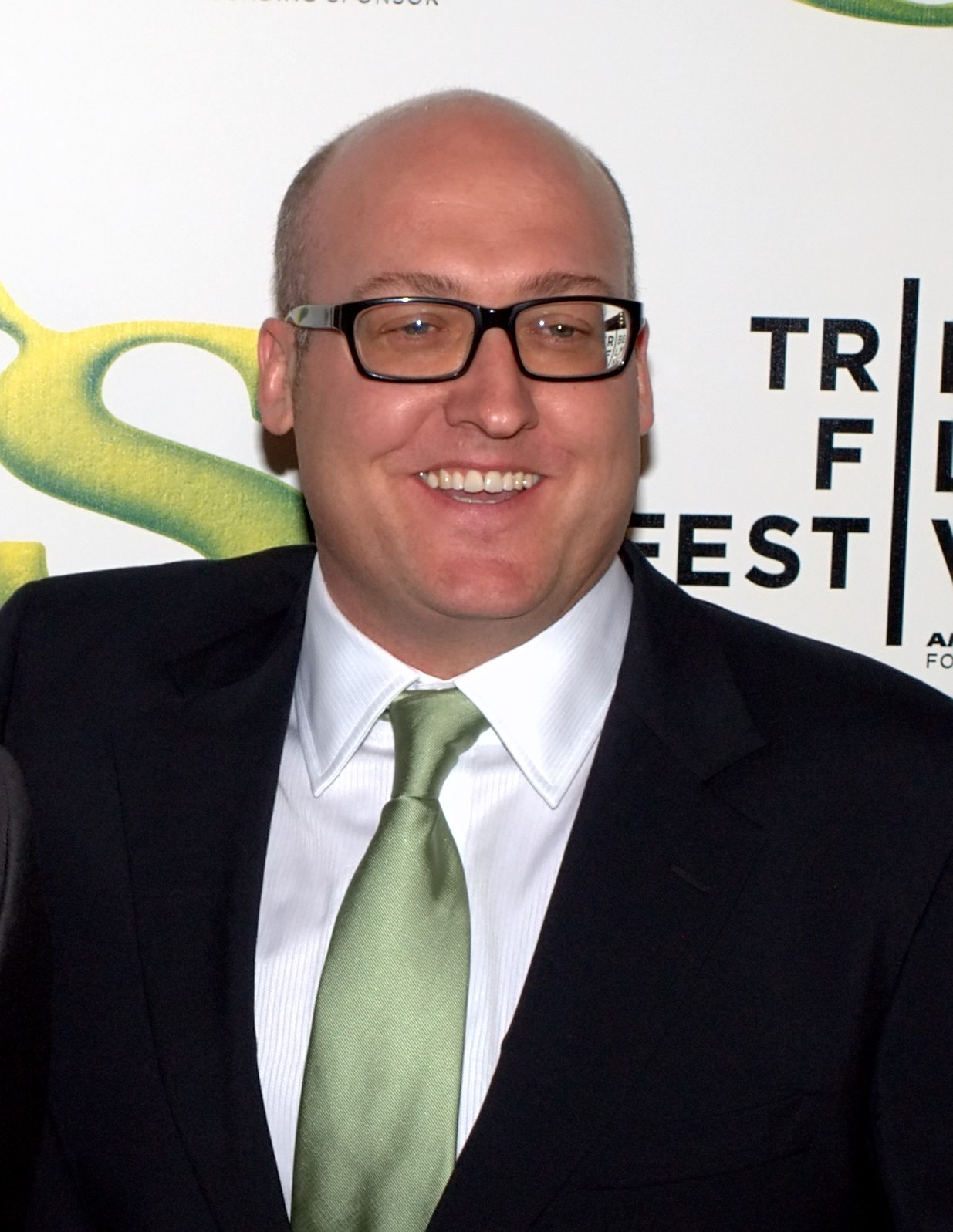
Mike Mitchell

Mike Mitchell (* 18. Oktober 1970 in Oklahoma City) ist ein US-amerikanischer Filmregisseur, Drehbuchautor, Filmproduzent und Schauspieler. Er inszenierte die Filme Rent a Man – Ein Mann für gewisse Sekunden, Wie überleben wir Weihnachten?, Sky High – Diese Highschool hebt ab!, Für immer Shrek, Alvin und die Chipmunks 3: Chipbruch, Trolls und The LEGO Movie 2.

## Leben
Mitchell wurde in Oklahoma City als Sohn des Anwalts Robert Mitchell und dessen Ehefrau Julia Baker geboren. Seinem Vater zufolge wurden „Mitchells Gaben für künstlerische Bilder früh entdeckt.“ Er absolvierte die Putnam City North High School und war während dieser Zeit künstlerisch sehr engagiert. Nach seinem Abschluss ging er nach Los Angeles, um das California Institute of the Arts zu besuchen. Seine dortige Aktivität als Animator führte ihn in die Filmbrange.
Mitchell arbeitete für Filmemacher wie Tim Burton und Spike Jonze und arbeitete auch als Illustrator. Er hat eine ältere Schwester, Suzanne Mitchell Robertson.

## Karriere
Er begann seine Karriere als Regisseur für Matt O’Callaghans Itsy Bitsy – Einer spinnt immer. 1999 gab er sein Spielfilm-Regiedebüt mit der Komödie Rent A Man – Ein Mann für gewisse Sekunden mit Rob Schneider in der Hauptrolle. Er arbeitete für verschiedene Unternehmen wie Disney, DreamWorks, MTV, Nickelodeon, Universal and Sony.
Er inszenierte die Filme Alvin und die Chipmunks 3: Chipbruch, Wie überleben wir Weihnachten? und Sky High – Diese Highschool hebt ab!. 2006 wechselte er zu DreamWorks Animation und war mit an den Filmen Shrek der Dritte und Kung Fu Panda beteiligt. Später inszenierte er den Film Für immer Shrek und lieh darin der Figur Butterpants seine Stimme. Bei vielen weiteren Animationsfilme ist Mitchells Stimme zu hören wie bei Wendell and Wuggums als Wendell und auch als Wuggums, bei Monsters vs. Aliens als Wedgie, bei Der gestiefelte Kater als Andy Bohnenstange oder auch in dem Film Die Pinguine aus Madagascar als Antarktischer Pinguin.
Seit 2001 ist er mit Aimee Johnson verheiratet und Vater eines Kindes.

## Filmografie (Auswahl)

### Regie
- 1993: Frannie's Christmas
- 1994: Itsy Bitsy – Einer spinnt immer (TV-Serie)
- 1998: KaBlam! (TV-Serie, 2 Folgen)
- 1999: Herd (Kurzfilm)
- 1999: Rent a Man – Ein Mann für gewisse Sekunden
- 2002–2004: Greg the Bunny (TV-Serie, 3 Folgen)
- 2004: Wie überleben wir Weihnachten?
- 2005: Sky High – Diese Highschool hebt ab!
- 2007: The Loop (TV-Serie, 1 Folge)
- 2010: Für immer Shrek
- 2011: Alvin und die Chipmunks 3: Chipbruch
- 2015: SpongeBob Schwammkopf: Schwamm aus dem Wasser
- 2016: Trolls
- 2019: The LEGO Movie 2 (The LEGO Movie 2: The Second Part)
- 2021: Die Barbarin und der Troll (The Barbarian and the Troll, TV-Serie, 3 Folgen)
- 2024: Kung Fu Panda 4

### Schauspieler
- 1999: Herd (Kurzfilm)
- 1999: American Detective (Regie Dan Brown)
- 2002: Burger Hut (Regie Dan Brown) (Kurzfilm)
- 2006: Cheap Date (Regie Mike Bell) (Kurzfilm)
- 2015: W/Bob & David (Fernsehserie, 2 Folgen)

### Synchronrollen
- 1994: Itsy Bitsy – Einer spinnt immer (TV-Serie, 2 Folgen)
- 2001: Monkeybone als Miss Hudiapp
- 2002: Wendell and Wuggums in the Creep Next Door als Wendell / Wuggums / Creep
- 2002: Wendell and Wuggums in Game Over als Wendell / Wuggums
- 2009: Monsters vs. Aliens als Wedgie
- 2010: Für immer Shrek als Reiseleiter / Camp Ogre / Ogre Neinsager / Hexe / Hexenwächter
- 2010: Megamind
- 2011: Der gestiefelte Kater als Andy Bohnenstange
- 2014: Die Pinguine aus Madagascar als Antarktischer Pinguin
- 2016: Kung Fu Panda 3 als Palastgans / Panda Villager
- 2016: Trolls als Darius / Vinny das Telefon / Kapitän Starfunkle / Spinne
- 2019: The LEGO Movie 2 als Wache / Octopus / Citizen